# Sajf al-Islam al-Kaddafi
Sajf al-Islam Mu’ammar al-Kaddafi (arab. سيف الإسلام معمر القذافي, co znaczy miecz islamu, ur. 25 czerwca 1972 w Trypolisie) – drugi syn libijskiego przywódcy państwa Mu’ammara al-Kaddafiego i jego drugiej żony Safijji Farkasz.

## Życiorys
W 1994 Sajf al-Islam ukończył malarstwo na Uniwersytecie Al-Fatah w Trypolisie. Następnie studiował na prywatnym IMADEC University w Wiedniu oraz w London School of Economics.
W 1997 założył Międzynarodową Fundację Kaddafiego na rzecz Rozwoju, która ma na celu działalność charytatywną. W 2000 wziął udział w negocjacjach mających doprowadzić do uwolnienia zakładników, wziętych do niewoli przez islamskich bojowników na Filipinach. W 2003 opublikował krytyczny raport na temat przestrzegania praw człowieka w Libii.
W 2004 zaangażował się w negocjacje dotyczące odpowiedzialności i odszkodowań dla rodzin ofiar zamachu nad Lockerbie w 1988.
W grudniu 2004 Sajf al-Islam, krótko przed wizytą kanadyjskiego premiera Paula Martina w Trypolisie, zażądał w wywiadzie dla gazety The Globe and Mail przeprosin od kanadyjskiego rządu za przyłączenie się do amerykańskich sankcji gospodarczych przeciw Libii po zamachu nad Lockerbie. Jego prośba spotkała się w Kanadzie z niedowierzaniem i została pominięta.
W 2007 odegrał znaczącą rolę w rozwiązywaniu konfliktu, jaki wybuchł wokół skazania przez libijski sąd bułgarskich pielęgniarek i palestyńskiego lekarza na karę śmierci za rzekome zarażenie kilkuset dzieci wirusem HIV. W rezultacie międzynarodowych mediacji karę śmierci zamieniono na dożywotnie więzienie z możliwością odbywania jej w Bułgarii, gdzie oskarżonym natychmiast udzielono amnestii.
Al-Kaddafi zabrał również głos w sprawach Bliskiego Wschodu, proponując rozwiązanie konfliktu palestyńsko-izraelskiego poprzez stworzenie jednego, wspólnego państwa przez dwa narody.
Sajf al-Islam al-Kaddafi był uczuciowo związany z izraelską aktorką, Orli Weinerman.
21 sierpnia 2011 roku powstańcy podali, że Sajf al-Islam został schwytany w czasie walk w Trypolisie, ale już w nocy z 22 na 23 sierpnia Sajf al-Islam zorganizował w rządowym kompleksie spotkanie dla zagranicznych dziennikarzy, by udowodnić, że nie został aresztowany. Zapewnił także, że jego ojciec wciąż przebywa w Trypolisie, a sytuacja jest pod kontrolą wojska. Ponownie o jego aresztowaniu, a nawet śmierci, media informowały w ostatnich dniach walk o Syrtę, jednak 22 października wieczorem Sajf al-Islam wystąpił w syryjskiej telewizji, zapowiadając zemstę na mordercach ojca i przejęcie po nim przywództwa nad ludźmi wiernymi dyktaturze.
Poszukiwany listem gończym przez Interpol za zbrodnie przeciwko ludzkości.
W nocy z 19 na 20 listopada 2011 na południu Libii ok. 50 kilometrów od miasta Aubari, wraz z kilkoma współpracownikami schwytany został Sajf al-Islam al-Kaddafi, kiedy w konwoju usiłował przedostać się do Nigru. Został wydany siłom bezpieczeństwa przez nomadę Jusufa Saliha al-Hutmaniego, który miał go przetransportować do Nigru. Miał za akcję otrzymać milion euro, ale kiedy zorientował się, że Sajf al-Islam jest niewypłacalny i może zostać zabity, zaalarmował nowe władze z którymi sympatyzował podczas wojny domowej. Konwój z Sajf al-Islamem zaatakowało dziesięciu żołnierzy z Az-Zintanu i pięciu bojowników z plemienia al-Hutmaniego, który także brał w niej udział.
Pojmani zostali następnie przetransportowani samolotem do Az-Zintan. Po wylądowaniu, samolot został zaatakowany przez wściekły tłum ludzi. Sytuacja została jednak opanowana przez siły bezpieczeństwa. Mimo iż syn Kaddafiego był ścigany listem gończym MTK, libijski minister sprawiedliwości Muhammad al-Alagi zapowiedział, że schwytany Sajf al-Islam będzie sądzony w kraju. Za przestępstwa, które popełnił, czyli oskarżenie o współudział w zbrodniach przeciwko ludzkości, grozi tam kara śmierci. Premier Libii Abd ar-Rahim al-Kib zapewnił natomiast, że syn Kaddafiego będzie miał sprawiedliwy proces. Zaapelowała o to już społeczność międzynarodowa. 23 listopada do Trypolisu przybył prokurator główny MTK Luis Moreno-Ocampo, który zgodził się na sądzenie syna zabitego dyktatora w Libii. Oczekuje od władz libijskich sprawiedliwego procesu i zaprezentowania jego wyników sędziom MTK.
Jest kandydatem w wyborach prezydenckich w Libii w 2022 roku z ramienia Ludowego Frontu Wyzwolenia Libii.

## Rodzina
| Fathijja Nuri Chalid | Fathijja Nuri Chalid | Fathijja Nuri Chalid | Fathijja Nuri Chalid | Fathijja Nuri Chalid | Fathijja Nuri Chalid |          |          | Mu’ammar al-Kaddafi | Mu’ammar al-Kaddafi | Mu’ammar al-Kaddafi | Mu’ammar al-Kaddafi | Mu’ammar al-Kaddafi | Mu’ammar al-Kaddafi |               |               | Safijja Farkasz | Safijja Farkasz | Safijja Farkasz | Safijja Farkasz | Safijja Farkasz | Safijja Farkasz |           |           |           |           |  |  |            |            |            |            |            |            |  |  |         |         |         |         |         |         |  |  |        |        |        |        |        |        |  |  |              |              |              |              |              |              |  |  |        |        |        |        |        |        |  |  |  |  |  |  |
| Fathijja Nuri Chalid | Fathijja Nuri Chalid | Fathijja Nuri Chalid | Fathijja Nuri Chalid | Fathijja Nuri Chalid | Fathijja Nuri Chalid |          |          | Mu’ammar al-Kaddafi | Mu’ammar al-Kaddafi | Mu’ammar al-Kaddafi | Mu’ammar al-Kaddafi | Mu’ammar al-Kaddafi | Mu’ammar al-Kaddafi |               |               | Safijja Farkasz | Safijja Farkasz | Safijja Farkasz | Safijja Farkasz | Safijja Farkasz | Safijja Farkasz |           |           |           |           |  |  |            |            |            |            |            |            |  |  |         |         |         |         |         |         |  |  |        |        |        |        |        |        |  |  |              |              |              |              |              |              |  |  |        |        |        |        |        |        |  |  |  |  |  |  |
|                      |                      |                      |                      |                      |                      |          |          |                     |                     |                     |                     |                     |                     |               |               |                 |                 |                 |                 |                 |                 |           |           |           |           |  |  |            |            |            |            |            |            |  |  |         |         |         |         |         |         |  |  |        |        |        |        |        |        |  |  |              |              |              |              |              |              |  |  |        |        |        |        |        |        |  |  |  |  |  |  |
|                      |                      |                      |                      |                      |                      |          |          |                     |                     |                     |                     |                     |                     |               |               |                 |                 |                 |                 |                 |                 |           |           |           |           |  |  |            |            |            |            |            |            |  |  |         |         |         |         |         |         |  |  |        |        |        |        |        |        |  |  |              |              |              |              |              |              |  |  |        |        |        |        |        |        |  |  |  |  |  |  |
|                      |                      |                      |                      | Muhammad             | Muhammad             | Muhammad | Muhammad | Muhammad            | Muhammad            |                     |                     | Sajf al-Islam       | Sajf al-Islam       | Sajf al-Islam | Sajf al-Islam | Sajf al-Islam   | Sajf al-Islam   |                 |                 | As-Sa’adi       | As-Sa’adi       | As-Sa’adi | As-Sa’adi | As-Sa’adi | As-Sa’adi |  |  | Al-Mutasim | Al-Mutasim | Al-Mutasim | Al-Mutasim | Al-Mutasim | Al-Mutasim |  |  | Hanibal | Hanibal | Hanibal | Hanibal | Hanibal | Hanibal |  |  | A’isza | A’isza | A’isza | A’isza | A’isza | A’isza |  |  | Sajf al-Arab | Sajf al-Arab | Sajf al-Arab | Sajf al-Arab | Sajf al-Arab | Sajf al-Arab |  |  | Chamis | Chamis | Chamis | Chamis | Chamis | Chamis |  |  |  |  |  |  |